# Gonzalo Puyat
Gonzalo "Lito" Puyat y Gil (Dipolog, 21 de mayo de 1933  – Makati, 7 de enero de  2013) fue un dirigente deportivo y político filipino. Puyat fue el más longevo de los presidentes de la Asociación Filipina de Baloncesto de 1968 a 1995 y presidente de la FIBA en dos términos de 1976 a 1984. Posteriormente, Puyat serñia nombrado presidente honorario de la FIBA.
Puyat fue elegido comoconcejal del distrito 4 de Manila en 1967. Se convirtió en el líder de la minoría en 1969 y fue reelegido como concejal de la ciudad en 1971. Posteriormente, ocupó el cargo de aseambleario de la Regular Batasang Pambansa en 1984.
Puyat murió el 7 de enero de 2013 debido a un ataque cardíaco. Según los informes, fue llevado de urgencia al Centro Médico Makati debido a un ataque de asma.